# Michel Wieviorka

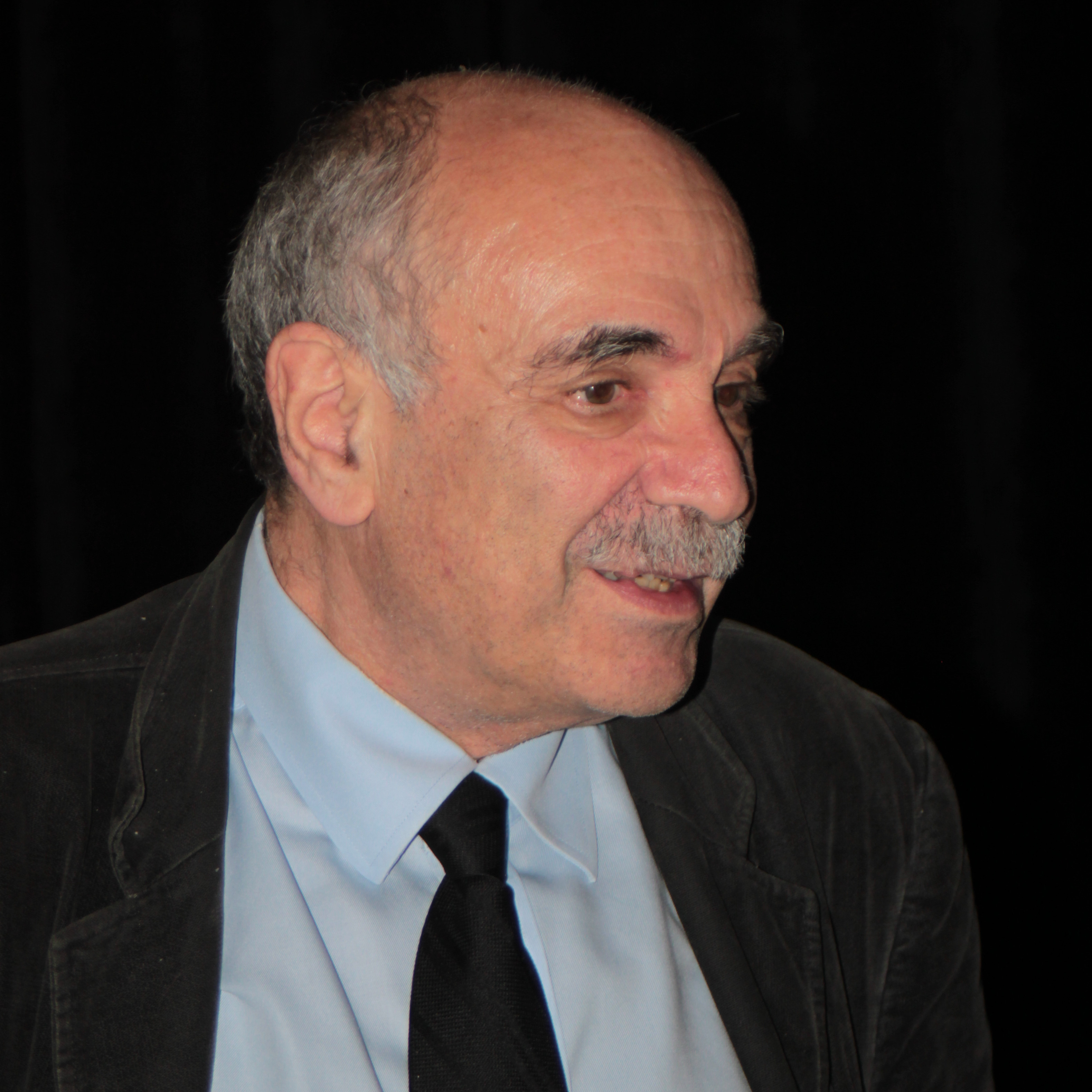
Michel Wieviorka (2016)

Michel Wieviorka (* 23. August 1946 in Paris) ist ein französischer Sozialwissenschaftler und Rassismus- und (Jugend-)Gewaltforscher.

## Leben
Michel Wieviorka entstammt einer jüdischen Familie von Holocaust-Überlebenden. Er ist Absolvent der ESCP Europe Business School.
Er ist eine leitende Persönlichkeit im nationalen französischen Forschungszentrum CNRS in Paris. Er ist Forschungsdirektor an der École des Hautes Études en Sciences Sociales (EHESS) in Paris und leitet als Nachfolger Alain Touraines das Centre d’Analyse et Intervention Sociologiques. Er ist außerdem Gründer und Chefredakteur der sozialwissenschaftlichen Fachzeitschrift Le Monde des Débats. Seit 2009 ist Wieviorka Vorsitzender der Fondation Maison des Sciences de l’Homme (FMSH).
1989 erhielt er den Bulzoni-Sonderpreis des Premio Amalfi. Nach den Unruhen in Frankreich 2005 analysierte er Ursachen und Versäumnisse. Er war von 2006 bis 2010 Präsident der International Sociological Association. 2009 wurde er zum Mitglied der Academia Europaea gewählt.

## Werke
Als Autor
- Eine neue Spaltung Frankreichs? In: Olga Mannheimer (Hrsg.): Blau, weiß, rot. Frankreich erzählt. Übers. Peter Dürn. Deutscher Taschenbuchverlag, München 2017, ISBN 978-3-423-26152-4, S. 104–121.[7]
- Le séisme. Marine Le Pen présidente. Robert Laffont, 2016.
- La violence. Hachette Littérature, Paris 2005, ISBN 2-01-279227-8.
  - Die Gewalt. Gekürzt, Übers. Michael Bayer. Hamburger Edition, Hamburg 2006, ISBN 3-936096-60-0.
- La différence. Balland, Paris 2000.
  - Kulturelle Differenzen und kollektive Identitäten. Übers. Ronald Voullié. Hamburger Edition, Hamburg 2003, ISBN 3-930908-90-5.
- L'espace du racisme. Seuil, Paris 1991.

Als Herausgeber
- Le printemps du politique. Pour en finir avec le déclinisme. Collection ‹Le monde comme il va›, éditions Robert Laffont, Paris 2007, ISBN 978-2-221-10650-1.
- Mit Philippe Bataille: La tentation antisémite – Haine des Juifs dans la France d'aujourd'hui. R. Laffont, Paris 2005, ISBN 2-221-10445-5.
- De la séparation de l'Eglise et de l'Etat à la laïcité. Ed. de l'Aube, La Tour-d'Aigues 2005, ISBN 2-7526-0152-2.
- Mit François Dubet (Hrsg.): Une société fragmentée? le multiculturalisme en débat. Éds. La Découverte & Syros, Paris 1997, ISBN 2-7071-2731-0.